# Telmatosaurus
Telmatosaurus transsylvanicus is een uitgestorven plantenetende ornithischische dinosauriër, behorend tot de groep van de Euornithopoda, die tijdens het Laat-Krijt leefde in het gebied van het huidige Roemenië.

## Vondst en naamgeving

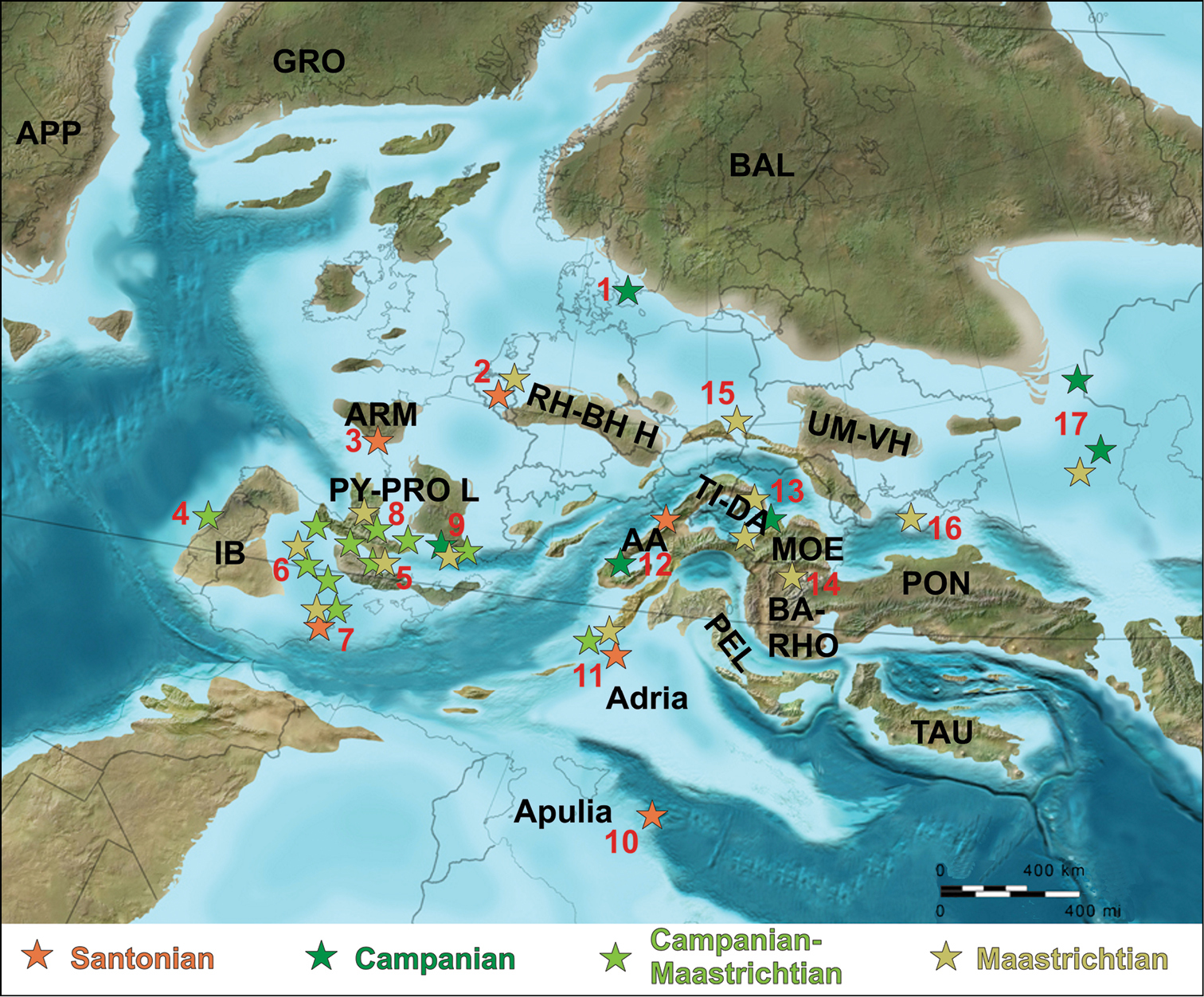
De Europese Archipel in het Opper-Krijt

In 1895 vonden enkele boeren nabij het dorp Sânpetru, indertijd Szentpéterfalva genaamd, op het gebied van de heerlijkheid Săcele in het district Hunedoara (Hunyad) in Transsylvanië de schedel van een dinosauriër. Deze brachten ze naar Ilona Nopcsa, de dochter van hun landheer. Ilona had een iets oudere broer, baron Ferenc Nopcsa die zo geïnspireerd raakte door de vondst dat hij paleontologie ging studeren op de Universiteit van Wenen; het gebied maakte toen deel uit van Oostenrijk-Hongarije.
In 1900 benoemde Nopcsa de schedel als de soort Limnosaurus transsylvanicus. De geslachtsnaam was afgeleid van het Klassiek Griekse limnè, 'moeras', een verwijzing naar de vermeende levenswijze als moerasbewoner. De soortaanduiding verwijst naar Transsylvanië. In 1903 was Nopcsa erachter gekomen dat de naam Limnosaurus al bezet was door Limnosaurus Marsh 1872, een in 1872 door Othniel Charles Marsh benoemde krokodil (eerder Crocodilus ziphodon Marsh 1871). Hij hernoemde daarom het geslacht naar Telmatosaurus; ook telma betekent 'moeras' in het Grieks. In 1910 zou Barnum Brown dit nog eens overdoen en hernoemde, zich niet bewust van Nopcsa's vervangingsnaam, het geslacht naar Hecatasaurus, wat dus een objectief jonger synoniem is.

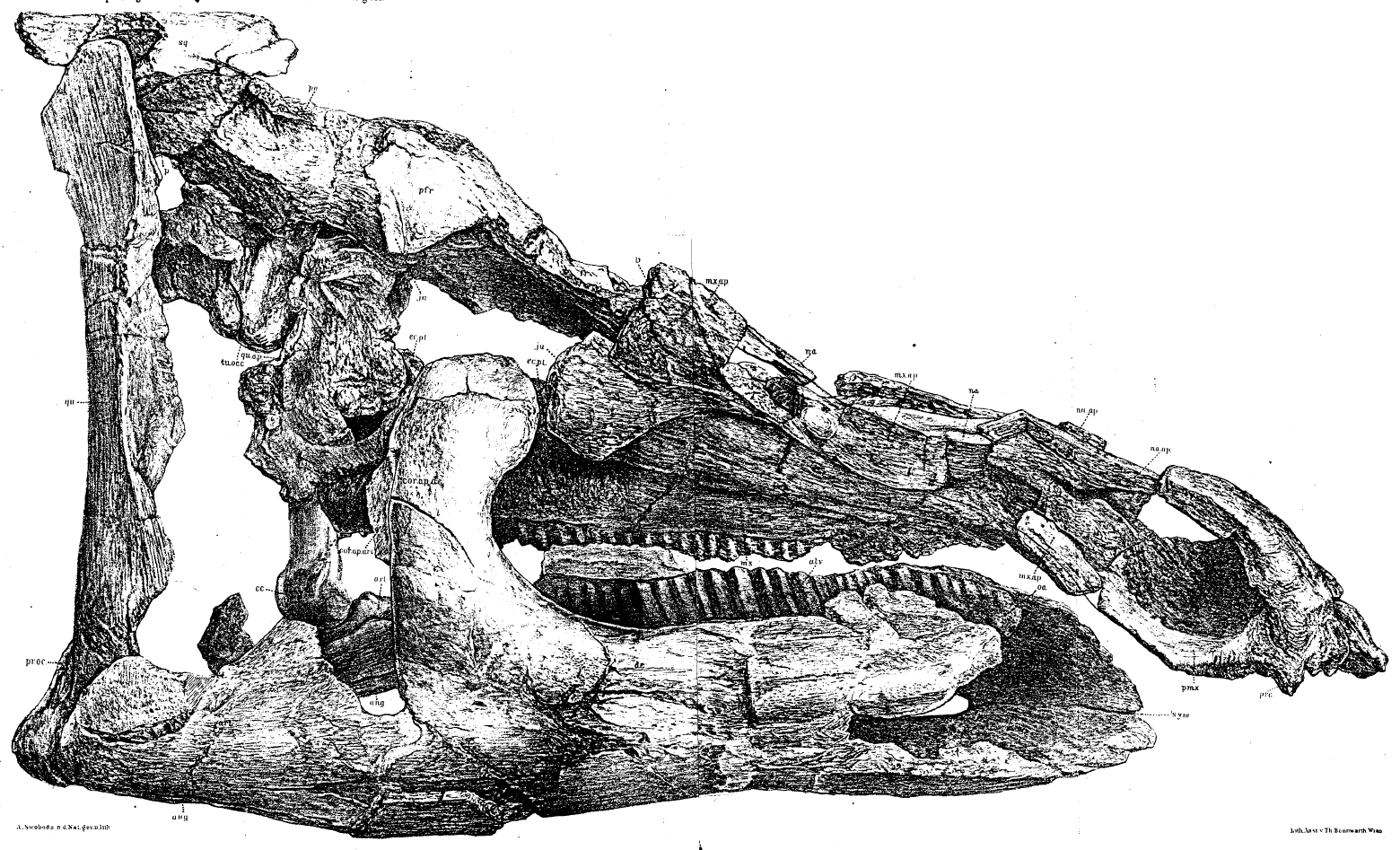
BMNH B.3386

Het holotype BMNH B.3386 is gevonden in het Haţegbasin in een laag van de Sânpetruformatie die dateert uit het Maastrichtien, ongeveer 68 miljoen jaar oud, en die indertijd deel uitmaakte van het Haţegeiland ofwel het Transylvaanse Eiland, een van de eilanden van de Europese Archipel. Het bestaat uit een schedel met onderkaken. Nopcsa liet een intern afgietsel maken van de hersenpan.

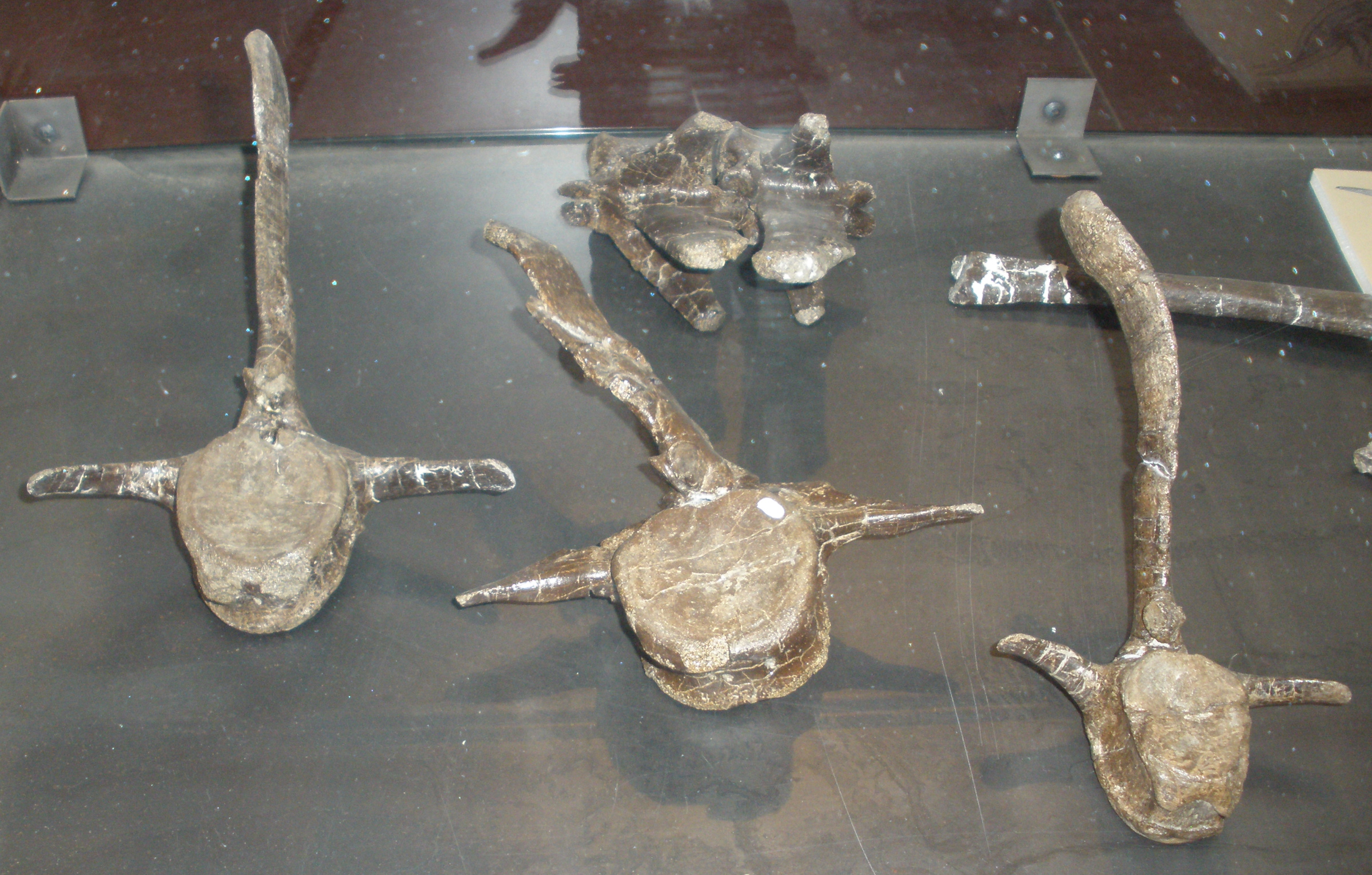
Het soort hadrosauride wervels dat aan Telmatosaurus wordt toegewezen

In 1915 meende Nopcsa zelf dat de soort aan een al eerder benoemd geslacht toebehoorde, Orthomerus bekend uit Nederlandse vondsten, en hernoemde het naar Orthomerus transsylvanicus. De hadrosauroïde vondsten uit het Krijt van Europa werden in die periode bij Orthomerus ondergebracht. In de jaren tachtig echter begon men te begrijpen dat deze vorm een nomen dubium was. Dit leidde ertoe dat Telmatosaurus transsylvanicus herleefde en in 1984 werd Orthomerus dolloi zelfs een keer hernoemd tot een Telmatosaurus dolloi hoewel dat geen geldige naam kan zijn omdat Orthomerus prioriteit heeft. Wel begon men de hadrosauroïde resten, met name die uit Spanje en Frankrijk, nu aan Telmatosaurus toe te wijzen. Ze zijn echter alle zo fragmentarisch dat een identiteit niet bewezen kan worden.
De vondsten uit Roemenië omvatten verder een reeks van vier halswervels, specimen BMNH R3841, drie sacrale wervels met twee sacrale ribben (BMNH R4911) en nog wat losse wervels en bovenkaken. Andere vondsten uit dat gebied zijn ook aan Telmatosaurus toegewezen, waaronder een rib en delen van de voorpoten en de achterpoten maar later werd begrepen dat een verwarring kan zijn opgetreden met de resten van de in dezelfde formatie voorkomende euornithopode Zalmoxes. Een gedeelte van het materiaal is daarbij tijdens de Tweede Wereldoorlog door bombardementen verloren gegaan. Een nest met fossiele eieren waarvan men eens dacht dat het van Telmatosaurus was, bleek achteraf door een andere dinosauriër gelegd te zijn.
In 2022 werden twee hersenpannen, eerder als Zalmoxes geïdentificeerd, de specimina UBB NVZ1-42 en NHMUK R.3401A, aan Telmatosaurus toegewezen. Het laatste was nog door Nopcsa gevonden.

## Beschrijving

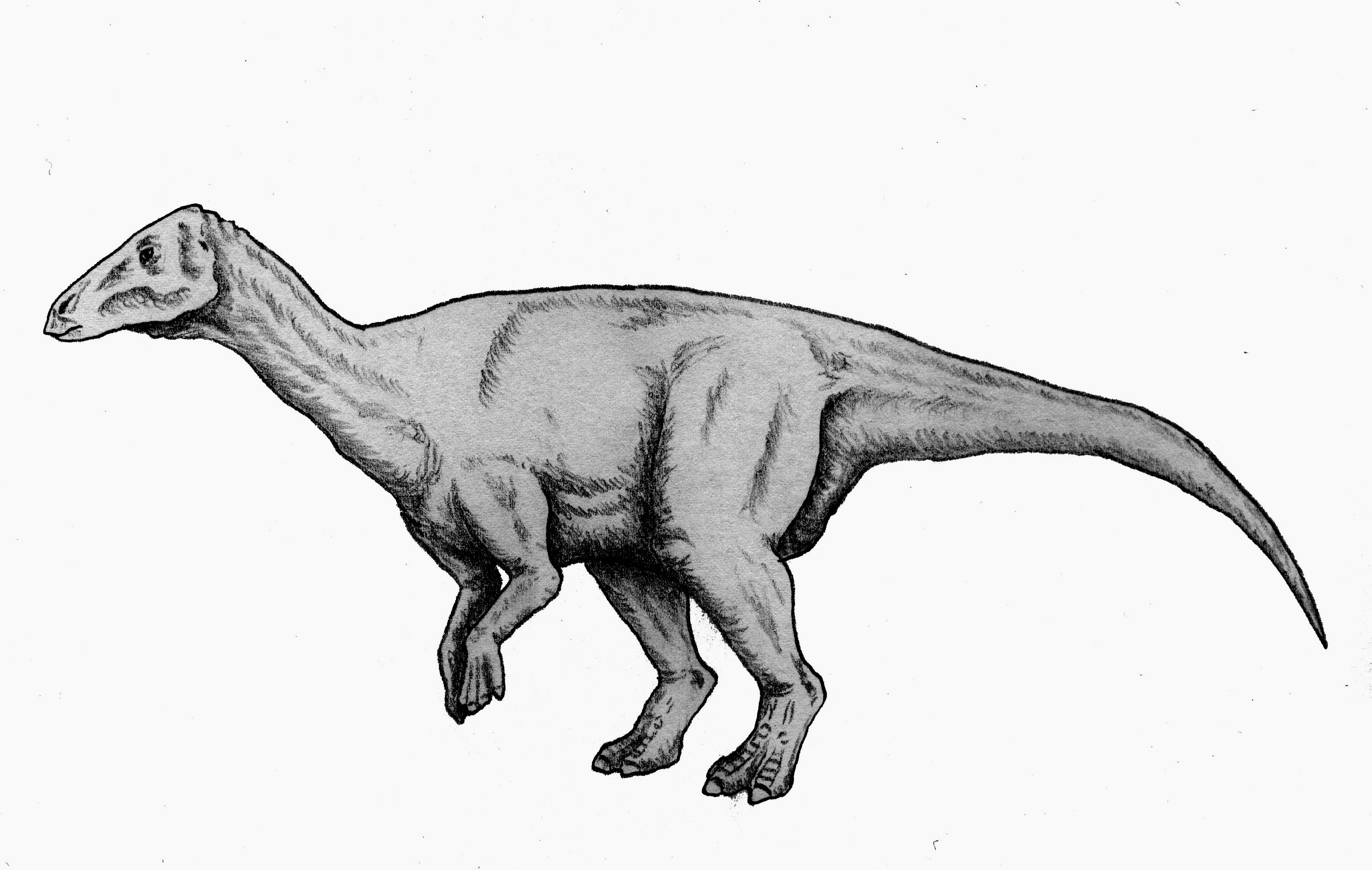
Telmatosaurus kon zich vermoedelijk ook op de achterpoten verheffen

Telmatosaurus is een middelgrote tweevoetige planteneter, met een geschatte lengte van vijf meter en een gewicht van een halve ton, die optioneel ook op vier poten kon lopen. Het kleine formaat is wel verklaard als een geval van dwergvorming wegens het beperkte voedselaanbod op de kleine oppervlakte van het eiland.

Telamatosaurus in grootte vergeleken met een mens

De schedel, ongeveer veertig centimeter lang, is smal en achteraan vrij hoog. De bovenkant van het holotype loopt in een holle S-curve naar een tamelijk spitse snuit; het fossiel is echter platgedrukt en meestal wordt aangenomen dat het bovenprofiel in werkelijkheid bol was. DE tanden zijn hoog en nauw, ongeveer vier millimeter breed.
Mogelijke onderscheidende kenmerken van Telmatosaurus zijn: de maxilla, het tanddragend bovenkaaksbeen, heeft binnenin een groot naar achteren uitstekend aanhechtingsvlak voor het ectopterygoïde, een plaat in het verhemelte; het jukbeen heeft een voorste uitsteeksel dat gevormd is als een gelijkbenige driehoek; het deel van de hersenpan achter de fissura metotica is lang en de processus basipterygoideus is groot; op de zijkant van het os basisphenoidale bevindt zich een relatief lange verruwing als aanhechting voor de Musculus protractor pterygoideus; er is een welgevormd kanaal voor een gezichtszenuw, de nervus palatinus major, dat ook dient als kanaal voor de middelste ader van het cerebrum; de tanden in het dentarium van de onderkaak reiken tot aan het predentarium dat de onderste snavel draagt.
De kenmerken van het skelet zijn onduidelijk, gezien de onzekerheid over de identiteit.

## Fylogenie
In 1900 wees Nopcsa Telmatosaurus toe aan de Trachodontidae, een begrip dat niet meer gebruikt wordt.
In huidige kladistische analyses blijkt Telmatosaurus of een basaal lid van de Hadrosauridae of neemt een basale positie in in de ruimere Hadrosauroidea.

## Levenswijze

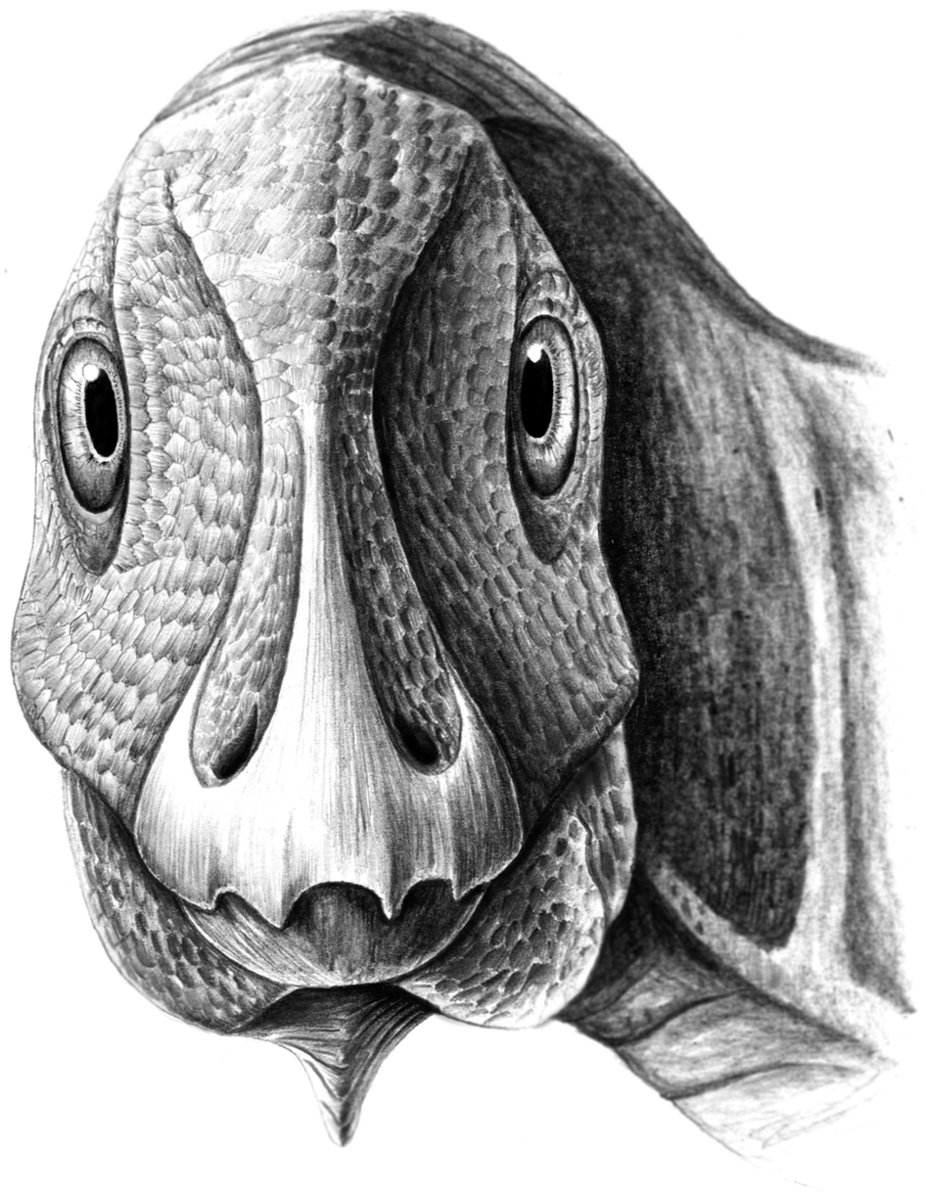
De pathologie

Een studie uit 2016 concludeerde dat een aan Telmatosaurus toegewezen paar onderkaken van een jong dier, specimen LPB (FGGUB) R.1305, een vrij grote goedaardige tumor op de linkeronderkaak toonde, een ameloblastoom. Soortgelijke tumoren zouden om een onduidelijke reden vaker bij Euornithopoda voorkomen, hoewel een ameloblastoom nooit eerder gemeld was en Überhaupt niet bekend was van fossiele vondsten.